# Wilson Almeida
Wilson Almeida (30 de junho de 1948) é um ex-futebolista brasileiro que atuava como atacante.
Wilson fez parte do elenco do Cruzeiro campeão brasileiro de 1966, como reserva no ataque da equipe. Durante os seis anos em que ficou no clube, Wilson também foi várias vezes campeão mineiro e participou de 62 partidas, marcando 9 gols. Atualmente, ele vive em Juiz de Fora.

## Títulos
Cruzeiro
- Campeonato Mineiro: 1965, 1966, 1967, 1968 e 1969
- Campeonato Brasileiro: 1966